# Traverses
Pour les articles homonymes, voir Traverse (homonymie).
La Traverses est une revue créée en 1975 par Jean Baudrillard au sein du Centre de création industrielle, une partie du futur Centre Georges-Pompidou qui s'est ouvert en 1977. Les bureaux de préfiguration sont alors installés au 28, rue des Francs-Bourgeois à Paris. Elle sera éditée jusqu'en 1994 par Les Éditions de Minuit.
À partir de 1994, Norbert Hillaire et Grégory Chatonsky relancent la revue Traverses, renommée Tr@verses, sous la forme d’une revue sur Internet qui donnera lieu à 3 numéros en ligne jusqu'en 1998.